# Oberwestern

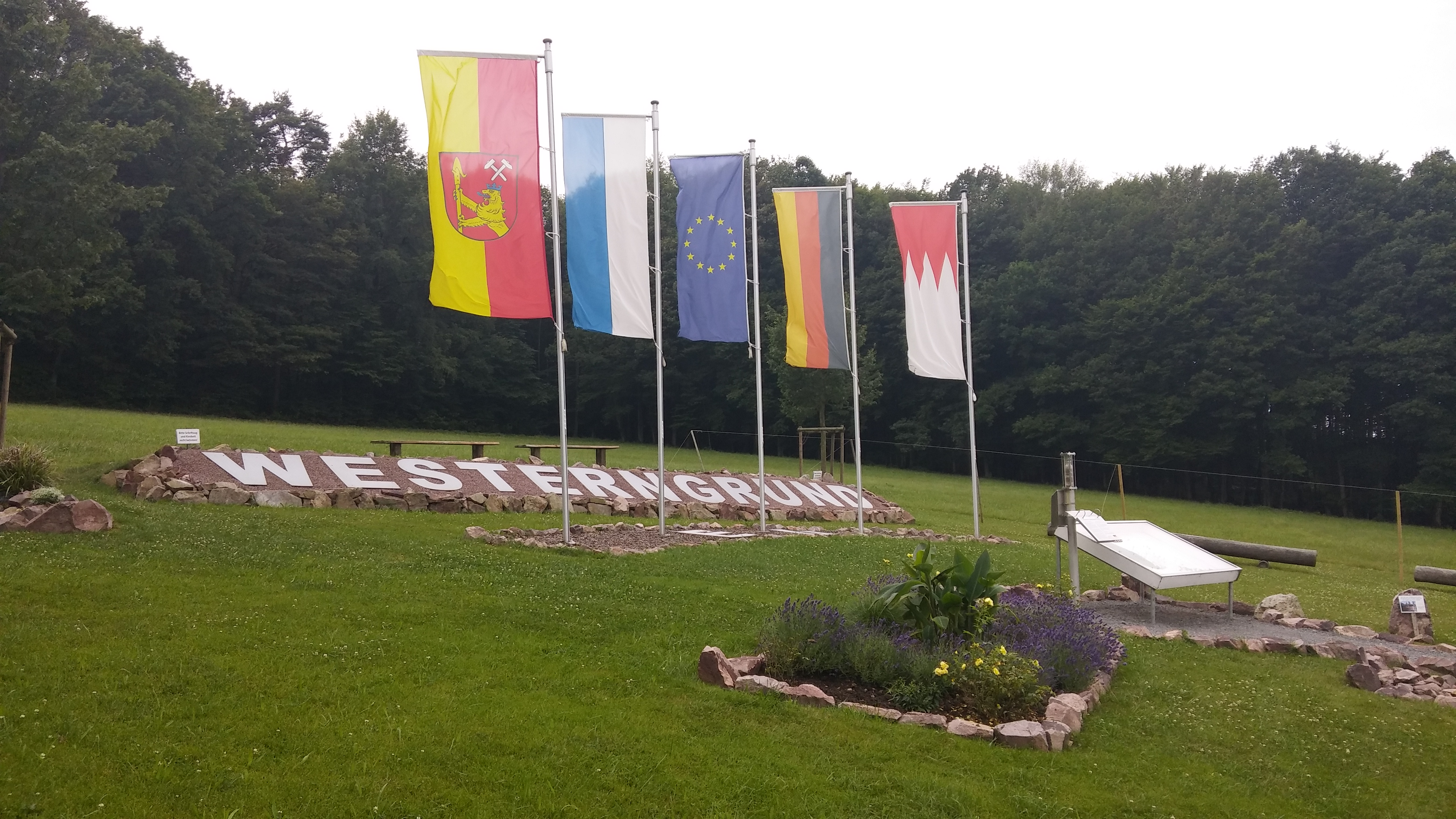
Mittelpunkt Europas im Juni 2017

Oberwestern ist ein Gemeindeteil der Gemeinde Westerngrund im unterfränkischen Landkreis Aschaffenburg in Bayern.

## Geographie
Das Pfarrdorf liegt auf 257 m ü. NHN an der Straße zwischen Unterwestern und Huckelheim im Westerngrund, einem Seitental des Kahltales, durch das der Westerbach fließt.
Nach dem Beitritt Kroatiens zur Europäischen Union lag vom 1. Juli bis zum 31. Dezember 2013 der geographische Mittelpunkt der EU in der Gemarkung Oberwestern am Schulzengrundbach(Lage). Davor war der Mittelpunkt im Ort Meerholz in Hessen. Nachdem das bisherige französische Überseeterritorium mit Sonderstatus Mayotte zu einem regulären Département Frankreichs erklärt wurde und am 1. Januar 2014 als ein Gebiet in äußerster Randlage („OMR“: Outermost Regions) Teil der Europäischen Union wurde, hat sich dieser Punkt am 1. Januar 2014 etwa 500 m nach Süden verschoben (Lage). Seit dem Brexit am 31. Januar 2020 hat sich der Mittelpunkt nach Gadheim in die Gemeinde Veitshöchheim bei Würzburg verschoben.
Der topographisch höchste Punkt der Dorfgemarkung befindet sich nordwestlich des Ortes, am Ziegelberg mit 358 m ü. NHN (Lage), der niedrigste liegt am Westerbach auf 229 m ü. NHN (Lage).

### Nachbargemarkungen
Folgende Gemarkungen grenzen an das Ortsgebiet von Oberwestern:
| Geiselbach | Huckelheim                                  |  |
| Hofstädten | Kompassrose, die auf Nachbargemeinden zeigt |  |
|            | Unterwestern                                |  |

## Name
Seinen Namen hat der Ort vom Bach Western (heute Westerbach), an dem er liegt. Zur Bedeutung des Namens siehe Name des Westerbachs und zu früheren Schreibweisen im Artikel Westerngrund den Abschnitt: Frühere Schreibweisen.

## Geschichte
Oberwersten wurde bereits vor 700 Jahren urkundlich erwähnt und hatte ab Mitte des 15. Jahrhunderts eine Kapelle Zum Heiligen Kreuz. Die Kirche St. Wendelin wurde 1828 errichtet.
Bis zum Ende des alten Reiches gehörte Oberwestern zum Landgericht Krombach der Grafen von Schönborn. Die reichsunmittelbare Herrschaft der Grafen von Schönborn, die zum Fränkischen Ritterkreis gehörte, wurde 1806 zugunsten des Fürstentums Aschaffenburg mediatisiert, das 1810 im Großherzogtum Frankfurt aufging.
1812 gehörte Oberwestern mit dem Polsterhof zum Verwaltungsgebiet der Districtsmairie Krombach im Departement Aschaffenburg des Großherzogtums Frankfurt und hatte bei 68 Feuerstellen 344 Einwohner. Maire war damals Johann Adam Krauß, der auch Mitglied des Departementskollegiums war.
Infolge des Pariser Vertrages vom 3. Juni 1814 kam Oberwestern am 26. Juni 1814 mit der Districtsmairie Krombach zum Königreich Bayern. Mit Verfügung vom 1. Oktober 1814 wurde Oberwestern dem Verwaltungsgebiet des aus der Districtsmairie Krombach entstandenen Landgerichtes Krombach zugeteilt, das 1816 in ein Herrschaftsgericht und 1820 in ein Patrimonialgericht umgewandelt wurde, das bis 1848 bestand und danach im Landgericht Alzenau aufging. 1858 wurde Oberwestern dem Landgericht Schöllkrippen zugeteilt, das am 1. Juli 1862 dem Verwaltungsgebiet des damals neu gebildeten Bezirksamtes Alzenau, zugeschlagen wurde. Dieses wurde am 1. Januar 1939 zum Landkreis Alzenau in Unterfranken. Am 1. Januar 1972 wurde Oberwestern in die Gemeinde Westerngrund eingegliedert.